# Großer Preis von Japan 1993
Der Große Preis von Japan 1993 (offiziell XIX Fuji Television Japanese Grand Prix) fand am 25. Oktober auf dem Suzuka International Racing Course in Suzuka statt und war das 15. Rennen der Formel-1-Weltmeisterschaft 1993.

## Berichte

### Hintergrund
Nach dem Großen Preis von Italien führte Alain Prost in der Fahrerwertung mit 25 Punkten vor Damon Hill und mit 34 Punkten vor Ayrton Senna. Prost stand bereits als Fahrerweltmeister fest. In der Konstrukteurswertung führte Williams-Renault mit 77 Punkten vor Benetton-Ford und mit 89 Punkten vor McLaren-Ford. Auch Williams-Renault stand als Konstrukteursweltmeister bereits fest.
Zum wiederholten Male nahm Jordan einen Fahrerwechsel vor: Emanuele Naspetti wurde durch den Debütanten Eddie Irvine ersetzt. Darüber hinaus kamen noch zwei weitere Fahrer zu ihrem Debüt: Der einheimische Fahrer Toshio Suzuki bei Larrousse sowie Jean-Marc Gounon bei Minardi.
Nachdem BMS Scuderia Italia den Rennbetrieb eingestellt hatte, waren nun nur noch 24 Fahrzeuge am Start.
Mit Gerhard Berger (zweimal), Riccardo Patrese und Senna (jeweils einmal) traten drei ehemalige Sieger zu diesem Grand Prix an.

### Training
Prost holte zum 13. Mal in der laufenden Saison die Pole-Position; es sollte die letzte seiner Karriere sein. Hinter ihm reihten sich die beiden McLaren von Senna und Mika Häkkinen. Es folgten Michael Schumacher, Berger und Hill, den ein Unfall zurückwarf. Bemerkenswert war auch die Leistung Irvines, der sich in seinem ersten Rennen für den achten Startplatz qualifizierte.

### Rennen
Senna startete besser als sein Erzrivale Prost und ging in Führung. Auch Berger und Irvine machten mit guten Starts Plätze gut und gingen beide an Schumacher vorbei. Sowohl Schumacher als auch der hinter ihm liegende Hill konnten Irvine aber bereits nach kurzer Zeit wieder überholen. Als sich die beiden nun auch anschickten, Berger zu überholen, nutzte Hill die Gelegenheit und ging an Schumacher vorbei; ein Überholversuch gegen Berger schlug aber fehl. Kurze Zeit später kollidierten Hill und Schumacher, was Schumacher aus dem Rennen warf.
Senna legte einen frühen Boxenstopp ein und Prost gelangte vorerst in Führung. Als es jedoch zu regnen begann, zeigte Senna seine ganze Klasse und konnte wieder an dem Franzosen, der noch keinen Boxenstopp absolviert hatte, vorbeiziehen. Nachdem beide auf Regenreifen gewechselt hatten, konnte er gar einen Vorsprung von ca. 30 Sekunden herausfahren. Als die Strecke dann wieder abtrocknete, wurde Senna vom zu überrundenden Irvine aufgehalten, der sich sogar eigenmächtig wieder zurückrundete. Obwohl Senna dadurch mehr als 15 Sekunden auf Prost verlor, konnte dieser seinen Sieg nie gefährden. Unterdessen war Berger mit Motorschaden ausgeschieden.
Letztendlich gewann Senna vor Prost und Häkkinen, der die erste Podiumsplatzierung seiner Karriere erlangte. Die verbleibenden Punkte holten Hill sowie die beiden Jordan-Fahrer Rubens Barrichello und Irvine, der kurz vor Ende den bis dahin sechstplatzierten Derek Warwick „abgeschossen“ hatte. Für Barrichello waren es die ersten Punkte seiner Karriere. Nach dem Rennen wurde Senna gegenüber Irvine handgreiflich, was beinahe zu einer Sperre für Senna geführt hätte.

## Meldeliste
| Team                        | Nr. | Fahrer             | Chassis        | Motor                        | Reifen |
| --------------------------- | --- | ------------------ | -------------- | ---------------------------- | ------ |
| Canon Williams Team         | 0   | Damon Hill         | Williams FW15C | Renault RS5 3.5 V10          | G      |
| Canon Williams Team         | 02  | Alain Prost        | Williams FW15C | Renault RS5 3.5 V10          | G      |
| Tyrrell Racing Organisation | 03  | Ukyō Katayama      | Tyrrell 021    | Yamaha OX10A 3.5 V10         | G      |
| Tyrrell Racing Organisation | 04  | Andrea de Cesaris  | Tyrrell 021    | Yamaha OX10A 3.5 V10         | G      |
| Camel Benetton Ford         | 05  | Michael Schumacher | Benetton B193B | Ford Cosworth HB 3.5 V8      | G      |
| Camel Benetton Ford         | 06  | Riccardo Patrese   | Benetton B193B | Ford Cosworth HB 3.5 V8      | G      |
| Marlboro McLaren            | 07  | Mika Häkkinen      | McLaren MP4/8  | Ford Cosworth HB 3.5 V8      | G      |
| Marlboro McLaren            | 08  | Ayrton Senna       | McLaren MP4/8  | Ford Cosworth HB 3.5 V8      | G      |
| Footwork Mugen Honda        | 09  | Derek Warwick      | Footwork FA14  | Mugen-Honda MF-351HB 3.5 V10 | G      |
| Footwork Mugen Honda        | 10  | Aguri Suzuki       | Footwork FA14  | Mugen-Honda MF-351HB 3.5 V10 | G      |
| Team Lotus                  | 11  | Pedro Lamy         | Lotus 107B     | Ford Cosworth HB 3.5 V8      | G      |
| Team Lotus                  | 12  | Johnny Herbert     | Lotus 107B     | Ford Cosworth HB 3.5 V8      | G      |
| Sasol Jordan                | 14  | Rubens Barrichello | Jordan 193     | Hart 1035 3.5 V10            | G      |
| Sasol Jordan                | 15  | Eddie Irvine       | Jordan 193     | Hart 1035 3.5 V10            | G      |
| Larrousse F1                | 19  | Toshio Suzuki      | Larrousse LH93 | Lamborghini 3512 3.5 V12     | G      |
| Larrousse F1                | 20  | Érik Comas         | Larrousse LH93 | Lamborghini 3512 3.5 V12     | G      |
| Minardi Team                | 23  | Jean-Marc Gounon   | Minardi M193   | Ford Cosworth HB 3.5 V8      | G      |
| Minardi Team                | 24  | Pierluigi Martini  | Minardi M193   | Ford Cosworth HB 3.5 V8      | G      |
| Ligier Gitanes Blondes      | 25  | Martin Brundle     | Ligier JS39    | Renault RS5 3.5 V10          | G      |
| Ligier Gitanes Blondes      | 26  | Mark Blundell      | Ligier JS39    | Renault RS5 3.5 V10          | G      |
| Scuderia Ferrari            | 27  | Jean Alesi         | Ferrari F93A   | Ferrari 041 3.5 V12          | G      |
| Scuderia Ferrari            | 28  | Gerhard Berger     | Ferrari F93A   | Ferrari 041 3.5 V12          | G      |
| Lighthouse Sauber           | 29  | Karl Wendlinger    | Sauber C12     | Sauber 2175 3.5 V10          | G      |
| Lighthouse Sauber           | 30  | JJ Lehto           | Sauber C12     | Sauber 2175 3.5 V10          | G      |

## Klassifikationen

### Qualifying
| Pos. | Fahrer             | Konstrukteur          | 1. Qualifikationstraining | 2. Qualifikationstraining | Start |
| ---- | ------------------ | --------------------- | ------------------------- | ------------------------- | ----- |
| 01   | Alain Prost        | Williams-Renault      | 1:38,587                  | 1:37,154                  | 01    |
| 02   | Ayrton Senna       | McLaren-Ford          | 1:38,942                  | 1:37,284                  | 02    |
| 03   | Mika Häkkinen      | McLaren-Ford          | 1:38,813                  | 1:37,326                  | 03    |
| 04   | Michael Schumacher | Benetton-Ford         | 1:38,589                  | 1:37,530                  | 04    |
| 05   | Gerhard Berger     | Ferrari               | 1:39,204                  | 1:37,622                  | 05    |
| 06   | Damon Hill         | Williams-Renault      | 1:38,979                  | 1:38,352                  | 06    |
| 07   | Derek Warwick      | Footwork-Mugen-Honda  | 1:41,086                  | 1:38,780                  | 07    |
| 08   | Eddie Irvine       | Jordan-Hart           | 1:41,078                  | 1:38,966                  | 08    |
| 9    | Aguri Suzuki       | Footwork-Mugen-Honda  | 1:41,380                  | 1:39,278                  | 9     |
| 10   | Riccardo Patrese   | Benetton-Ford         | 1:40,748                  | 1:39,291                  | 10    |
| 11   | JJ Lehto           | Sauber                | 1:40,348                  | 1:39,391                  | 11    |
| 12   | Rubens Barrichello | Jordan-Hart           | 1:41,624                  | 1:39,426                  | 12    |
| 13   | Ukyo Katayama      | Tyrrell-Yamaha        | 1:40,963                  | 1:39,511                  | 13    |
| 14   | Jean Alesi         | Ferrari               | 1:39,535                  | 2:44,132                  | 14    |
| 15   | Martin Brundle     | Ligier-Renault        | 1:41,543                  | 1:39,951                  | 15    |
| 16   | Karl Wendlinger    | Sauber                | 1:41,367                  | 1:40,153                  | 16    |
| 17   | Mark Blundell      | Ligier-Renault        | 1:41,278                  | 1:40,969                  | 17    |
| 18   | Andrea de Cesaris  | Tyrrell-Yamaha        | 1:41,480                  | 1:40,969                  | 18    |
| 19   | Johnny Herbert     | Lotus-Ford            | 1:41,488                  | 3:41,040                  | 19    |
| 20   | Pedro Lamy         | Lotus-Ford            | 1:43,165                  | 1:41,600                  | 20    |
| 21   | Érik Comas         | Larrousse-Lamborghini | 1:43,843                  | 1:41,769                  | 21    |
| 22   | Pierluigi Martini  | Minardi-Ford          | 1:42,388                  | 1:41,989                  | 22    |
| 23   | Toshio Suzuki      | Larrousse-Lamborghini | 1:44,562                  | 1:42,175                  | 23    |
| 24   | Jean-Marc Gounon   | Minardi-Ford          | 1:46,782                  | 1:43,812                  | 24    |

### Rennen
| Pos. | Fahrer             | Konstrukteur          | Runden | Zeit        | Start | Schnellste Runde |
| ---- | ------------------ | --------------------- | ------ | ----------- | ----- | ---------------- |
| 01   | Ayrton Senna       | McLaren-Ford          | 53     | 1:40:27,912 | 02    | 1:43,217         |
| 02   | Alain Prost        | Williams-Renault      | 53     | + 11,435    | 01    | 1:41,176         |
| 03   | Mika Häkkinen      | McLaren-Ford          | 53     | + 26,129    | 03    | 1:43,158         |
| 04   | Damon Hill         | Williams-Renault      | 53     | + 1:23,538  | 05    | 1:44,507         |
| 05   | Rubens Barrichello | Jordan-Hart           | 53     | + 1:35,101  | 12    | 1:45,578         |
| 06   | Eddie Irvine       | Jordan-Hart           | 53     | + 1.46,121  | 8     | 1:44,293         |
| 07   | Mark Blundell      | Ligier-Renault        | 52     | + 1 Runde   | 17    | 1:43,610         |
| 08   | JJ Lehto           | Sauber                | 52     | + 1 Runde   | 11    | 1:44,802         |
| 09   | Martin Brundle     | Ligier-Renault        | 51     | + 2 Runden  | 15    | 1:42,119         |
| 10   | Pierluigi Martini  | Minardi-Ford          | 51     | + 2 Runden  | 22    | 1:47,533         |
| 11   | Johnny Herbert     | Lotus-Ford            | 51     | + 2 Runden  | 19    | 1:44,144         |
| 12   | Toshio Suzuki      | Larrousse-Lamborghini | 51     | + 2 Runden  | 23    | 1:46,819         |
| 13   | Pedro Lamy         | Lotus-Ford            | 49     | DNF         | 20    | 1:45,389         |
| 14   | Derek Warwick      | Footwork-Mugen-Honda  | 48     | DNF         | 7     | 1:44,761         |
| –    | Riccardo Patrese   | Benetton-Ford         | 45     | DNF         | 10    | 1:47,373         |
| –    | Gerhard Berger     | Ferrari               | 40     | DNF         | 5     | 1:45,648         |
| –    | Aguri Suzuki       | Footwork-Mugen-Honda  | 28     | DNF         | 9     | 1:46,819         |
| –    | Ukyo Katayama      | Tyrrell-Yamaha        | 25     | DNF         | 13    | 1:47,816         |
| –    | Jean-Marc Gounon   | Minardi-Ford          | 26     | DNF         | 024   | 1:48,940         |
| –    | Karl Wendlinger    | Sauber                | 25     | DNF         | 016   | 1:46,408         |
| –    | Érik Comas         | Larrousse-Lamborghini | 17     | DNF         | 21    | 1:50,230         |
| –    | Michael Schumacher | Benetton-Ford         | 10     | DNF         | 04    | 1:45,988         |
| –    | Jean Alesi         | Ferrari               | 7      | DNF         | 14    | 1:47,823         |
| –    | Andrea de Cesaris  | Tyrrell-Yamaha        | 0      | DNF         | 18    | –                |

## WM-Stände nach dem Rennen
Die ersten sechs des Rennens bekamen 10, 6, 4, 3, 2 bzw. 1 Punkt(e).

### Fahrerwertung
| Pos. | Fahrer               | Konstrukteur          | Punkte |
| ---- | -------------------- | --------------------- | ------ |
| 01   | Alain Prost          | Williams-Renault      | 93     |
| 02   | Damon Hill           | Williams-Renault      | 65     |
| 03   | Ayrton Senna         | McLaren-Ford          | 63     |
| 04   | Michael Schumacher   | Benetton-Ford         | 52     |
| 05   | Riccardo Patrese     | Benetton-Ford         | 20     |
| 06   | Jean Alesi           | Ferrari               | 13     |
| 07   | Martin Brundle       | Ligier-Renault        | 12     |
| 08   | Johnny Herbert       | Lotus-Ford            | 11     |
| 09   | Mark Blundell        | Ligier-Renault        | 10     |
| 10   | Gerhard Berger       | Ferrari               | 10     |
| 11   | Michael Andretti     | McLaren-Ford          | 7      |
| 12   | Karl Wendlinger      | Sauber                | 7      |
| 13   | JJ Lehto             | Sauber                | 5      |
| 14   | Christian Fittipaldi | Minardi-Ford          | 5      |
| 15   | Mika Häkkinen        | McLaren-Ford          | 4      |
| 16   | Derek Warwick        | Footwork-Mugen-Honda  | 4      |
| 17   | Philippe Alliot      | Larrousse-Lamborghini | 2      |
| 18   | Rubens Barrichello   | Jordan-Hart           | 2      |

| Pos. | Fahrer             | Konstrukteur          | Punkte |
| ---- | ------------------ | --------------------- | ------ |
| 19   | Fabrizio Barbazza  | Minardi-Ford          | 2      |
| 20   | Alessandro Zanardi | Lotus-Ford            | 1      |
| 21   | Érik Comas         | Larrousse-Lamborghini | 1      |
| 22   | Eddie Irvine       | Jordan-Hart           | 1      |
| 23   | Pierluigi Martini  | Minardi-Ford          | 0      |
| 24   | Luca Badoer        | Lola-Ferrari          | 0      |
| 25   | Aguri Suzuki       | Footwork-Mugen-Honda  | 0      |
| 26   | Thierry Boutsen    | Jordan-Hart           | 0      |
| 27   | Andrea de Cesaris  | Tyrrell-Yamaha        | 0      |
| 28   | Ukyō Katayama      | Tyrrell-Yamaha        | 0      |
| 29   | Michele Alboreto   | Lola-Ferrari          | 0      |
| 30   | Pedro Lamy         | Lotus-Ford            | 0      |
| 31   | Toshio Suzuki      | Larrousse-Lamborghini | 0      |
| –    | Ivan Capelli       | Jordan-Hart           | 0      |
| –    | Marco Apicella     | Jordan-Hart           | 0      |
| –    | Emanuele Naspetti  | Jordan-Hart           | 0      |
| –    | Jean-Marc Gounon   | Minardi-Ford          | 0      |

### Konstrukteurswertung
| Pos. | Konstrukteur     | Punkte |
| ---- | ---------------- | ------ |
| 01   | Williams-Renault | 158    |
| 02   | McLaren-Ford     | 74     |
| 03   | Benetton-Ford    | 72     |
| 04   | Ferrari          | 23     |
| 05   | Ligier-Renault   | 22     |
| 06   | Lotus-Ford       | 12     |
| 07   | Sauber           | 12     |

| Pos. | Konstrukteur          | Punkte |
| ---- | --------------------- | ------ |
| 08   | Minardi-Ford          | 7      |
| 09   | Footwork-Mugen-Honda  | 4      |
| 10   | Larrousse-Lamborghini | 3      |
| 11   | Jordan-Hart           | 3      |
| 12   | Lola-Ferrari          | 0      |
| 13   | Tyrrell-Yamaha        | 0      |